# Charmed Life
Charmed Life ist das 1990 erschienene vierte Musikalbum des britischen Musikers Billy Idol. Es ist das erste Album, das Idol während seiner Solokarriere ohne Mitwirkung des Gitarristen Steve Stevens schrieb und aufnahm.

## Hintergrund
Nach der Tournee zum 1986 veröffentlichten Album Whiplash Smile war Billy Idols langjähriger Gitarrist und Co-Songwriter Steve Stevens dem Angebot Ted Templemans gefolgt, ein Soloalbum aufzunehmen, und Idol zog Ende des Jahres 1987 nach Los Angeles um.
Für das erneut von Keith Forsey produzierte Album wurde Mark Younger-Smith als Lead-Gitarrist verpflichtet. Außerdem wirkten Phil Soussan, Jimmy Johnson, Phil Shenale und Vito (alle E-Bass), die Keyboarder Arthur Barrow und Greg Mathieson, sowie als Schlagzeuger Mike Baird und Keith Forsey an den Aufnahmen mit. Die Backing Vocals zu zwei Songs wurden von den als „Hell Fire Choir“ bezeichneten Sängerinnen Alex Brown, Bunny Hull und Stephanie Spruill gesungen.
Die Aufnahmen fanden in vier verschiedenen Studios statt: Track Record (heute Paramount Recording Studios) und Oasis Recording Studios (beide in North Hollywood), Conway Studios (Hollywood) und den Lighthouse Studios in Studio City.
Idol nahm für das Album zwei Coverversionen von Songs anderer Künstler auf: Das von The Doors geschriebene, aber nicht als Single veröffentlichte L.A. Woman, sowie das bereits 1956 von Jody Reynolds geschriebene Lied Endless Sleep, das ursprünglich vom tragischen Tod eines jungen Mädchens gehandelt und in seiner Originalversion 1958 Platz 17 der Billboard Hot 100 erreicht hatte.

## Singleauskopplungen
Als Singles wurden die Lieder Cradle of Love (1. April 1990), L.A. Woman (23. Juli 1990) und Prodigal Blues (5. November 1990) ausgekoppelt. Cradle of Love wurde außerdem auf Maxisingle mit einem Extended Mix (Cradle of Dub, 6:27 Min.) veröffentlicht. Außerdem enthielt diese Ausgabe die LP-Version und eine Rob the Cradle of Dub genannte zweite Version des Liedes, sowie den Bonustrack 311 Man. Cradle of Love war auch Bestandteil des Soundtracks zum Film Ford Fairlane – Rock ’n’ Roll Detective.
Die Maxisingle zu L.A. Woman enthielt die Albumversion des Liedes, als B-Seite neben License to Thrill aber auch den von Idol geschriebenen Titel Lovechild, der nicht Bestandteil des Albums war, sondern, neben den Liedern anderer Künstler, auf dem Kompilationsalbum Nobody's Child - Romanian Angel Appeal veröffentlicht wurde.
Auch Prodigal Blues erschien als Maxisingle, die die Albumversion sowie einen Single-Edit des Songs und, als B-Seite, das Lied The Loveless enthielt.

## Titelliste
| Nr.          | Titel                        | Autor(en)                                                 | Originalversion      | Länge |
| ------------ | ---------------------------- | --------------------------------------------------------- | -------------------- | ----- |
| 1.           | The Loveless                 | Billy Idol, Mark Younger-Smith                            |                      | 4:17  |
| 2.           | Pumping on Steel             | Idol, Younger-Smith                                       |                      | 4:41  |
| 3.           | Prodigal Blues               | Idol                                                      |                      | 5:41  |
| 4.           | L.A. Woman (Coverversion)    | John Densmore, Robbie Krieger, Ray Manzarek, Jim Morrison | The Doors (1971)     | 5:29  |
| 5.           | Trouble With the Sweet Stuff | Idol, Keith Forsey, Younger-Smith, Dave Concors           |                      | 5:58  |
| 6.           | Cradle of Love               | David Werner, Idol                                        |                      | 4:40  |
| 7.           | Mark of Caine                | Idol                                                      |                      | 4:31  |
| 8.           | Endless Sleep (Coverversion) | Dolores Nance, Jody Reynolds                              | Jody Reynolds (1958) | 3:12  |
| 9.           | Love Unchained               | Idol                                                      |                      | 4:39  |
| 10.          | The Right Way                | Idol                                                      |                      | 5:03  |
| 11.          | License to Thrill            | Idol, Forsey                                              |                      | 6:01  |
| Gesamtlänge: | Gesamtlänge:                 | Gesamtlänge:                                              | Gesamtlänge:         | 54:20 |

## Rezeption
Musikexpress schrieb im Mai 1990, Idol habe für Charmed Life „elf beachtliche Songs“ vollendet. „Eher reif als rebellisch“ vereine er „seine zwei Wesenszüge Trotz und Trance“ unter der Haube „seines markanten Gesangs.“ Bis auf „drei heavy intonierte Rocker“ besteche das Album „vor allem durch seine phantastische Balance der Instrumente und die dezent perlenden Arrangements,“ die „erst beim zweiten Hören ihr reiches Aroma“ entfalteten, wofür L.A. Woman das beste Beispiel sei. Der „potentielle Hit“ heiße Cradle of Love, der gleichzeitig „die einzige Reminiszenz an selige Hot-in-the-City-Zeiten (1982)“ sei.
Cradle of Love wurde 1990 in drei Kategorien für den MTV Video Music Awards nominiert und gewann die Auszeichnung in der Kategorie Best Video From a Film.